# Port lotniczy Arctic Bay
Port lotniczy Arctic Bay (IATA: YAB, ICAO: CYAB) – port lotniczy położony 5 km na południowy wschód od Arctic Bay, na terytorium Nunavut w Kanadzie.